# 털사 쇼크
털사 쇼크(영어: Tulsa Shock)는 미국 오클라호마주 털사를 연고지로 했던 WNBA 서부 콘퍼런스 소속 프로농구 팀으로 홈 구장은 BOK 센터였으며 과거 털사 쇼크의 기록은 현재 댈러스 윙스가 승계하고 있다.

## 연고지 이전
2015년 7월 23일 WNBA 리그 구단주들은 털사 쇼크의 댈러스 포트워스 이전을 만장일치로 승인하였다. 쇼크 인 털사를 위한 마지막 정규 시즌 홈 경기는 9월 13일 피닉스 머큐리(영어: Phoenix Mercury)를 상대로였다. 쇼크가 플레이오프들을 이루는 동안 그들은 여전히 어렸고 같은 피닉스 팀에 의하여 2승으로 휩쓸어졌다. 쇼크 인 댈러스 포트워스의 새로운 홈 경기장은 UT 알링턴 매버릭스의 홈구장인 칼리지 파크 센터이다.

## 역대 홈경기장

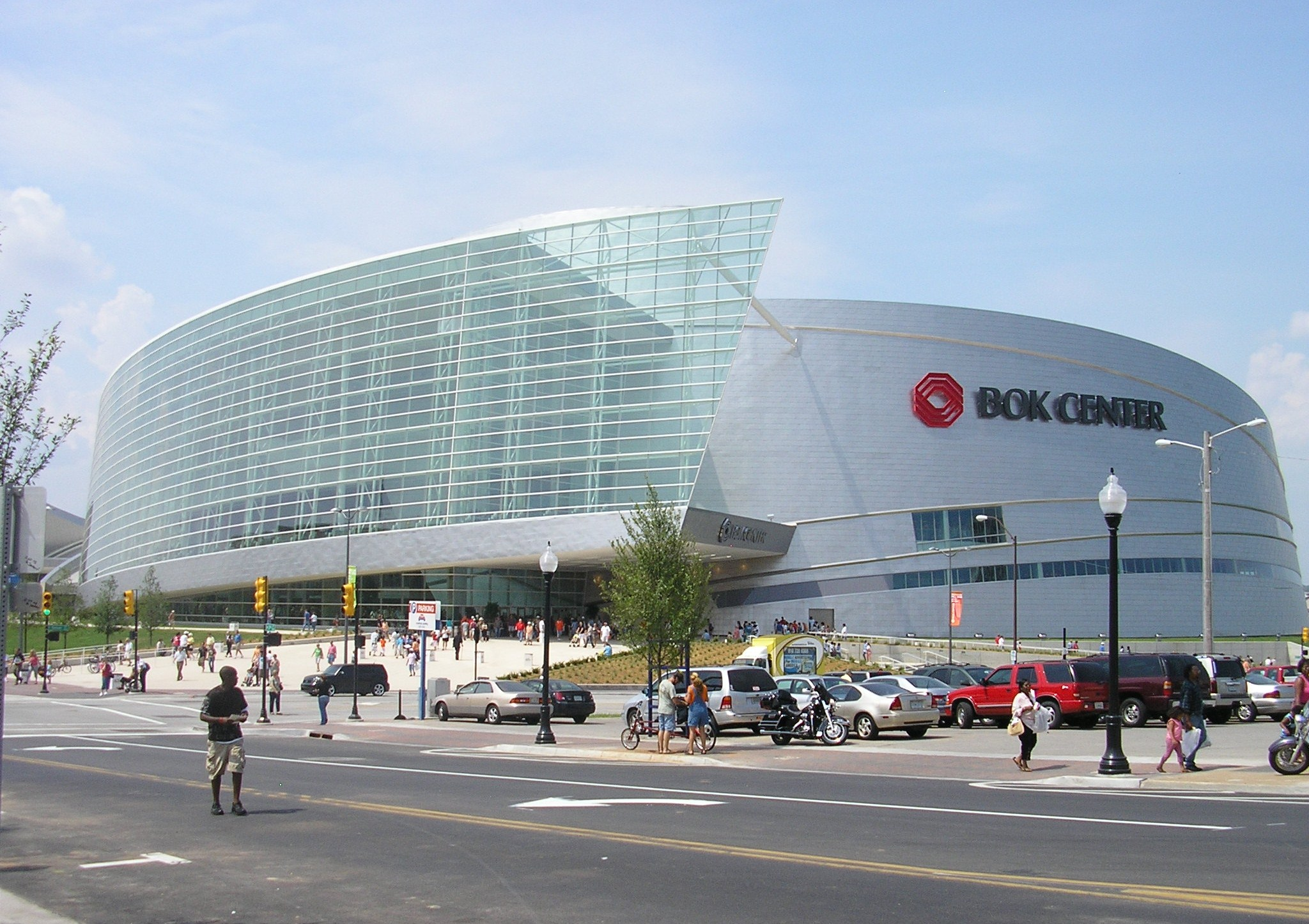
털사 쇼크의 홈경기장이었던 BOK 센터

| 경기장    | 사용기간      | 수용인원 | 장소              | 비고 |
| --------- | ------------- | -------- | ----------------- | ---- |
| 털사 쇼크 |               |          |                   |      |
| BOK 센터  | 2010년~2015년 | 17,839명 | 오클라호마주 털사 | 빈칸 |

## 영구 결번
- 없음

## 역대 시즌별 성적
| 시즌 | 정규시즌 | 정규시즌 | 정규시즌 | 정규시즌 | 정규시즌 | 정규시즌 | 플레이오프 | 비고     |
| 시즌 | 리그     | 순위     | 경기수   | 승       | 패       | 승률     | 플레이오프 | 비고     |
| ---- | -------- | -------- | -------- | -------- | -------- | -------- | ---------- | -------- |
| 2010 | WNBA     | 6위      | 34       | 6        | 28       | .176     | 빈칸       | 빈칸     |
| 2011 | WNBA     | 6위      | 34       | 3        | 31       | .088     | 빈칸       | 최저승률 |
| 2012 | WNBA     | 5위      | 34       | 9        | 25       | .265     | 빈칸       | 빈칸     |
| 2013 | WNBA     | 6위      | 34       | 11       | 23       | .324     | 빈칸       | 빈칸     |
| 2014 | WNBA     | 5위      | 34       | 12       | 22       | .353     | 빈칸       | 빈칸     |
| 2015 | WNBA     | 3위      | 34       | 18       | 16       | .529     | 머큐리 2패 | 최고승률 |

## 라이벌
- 코네티컷 선
- 인디애나 피버
- 로스앤젤레스 스파크스
- 미네소타 링크스

## 같이 보기
- 오클라호마시티 선더
- 오클라호마시티 블루